# Tomistominae
Tomistominae är en Underfamilj av krokodiler, som omfattar endast en nu levande art, falsk gavial. Ett stort antal arter som ingår är sedan länge utdöda. De äldsta medlemmarna dog ut under Eocenepoken. Till skillnad från falsk gavial, som är en sötvattenkrokodil endast inhemsk i sydöstra Asien, hade Tomistominae en världsvid utbredning och levde i flodmynningar samt längs kuster. 
Om tomistomines skall klassificeras tillsammans med krokodiler är oklart; Eftersom den tros tillhöra överfamiljen Crocodyloidea, molekylära bevis indikerar att de är nära besläktade med gavial, som tillhör överfamiljen Gavialoidea.

## Beskrivning
Tomistomines har en smal och långsträckt nos, mycket lik en gavial. Den nu levande falska gavialen lever i sötvatten och använder sin långa mun och vassa tänder för att fånga fisk, dock riktiga gavialer är bättre anpassade till fisk som huvudföda. Trots att de är mycket lika gavialer till utseendet så visar dess anatomiska benstruktur att tomistomines och krokodiler har mer gemensamt.